# Distrito electoral 24 (condado de Monroe, Illinois)
El distrito electoral de 24 (en inglés: Precinct 24) es un distrito electoral ubicado en el condado de Monroe en el estado estadounidense de Illinois. En el Censo de 2010 tenía una población de 1284 habitantes y una densidad poblacional de 123,88 personas por km².

## Geografía
Según la Oficina del Censo de los Estados Unidos, tiene una superficie total de 10.37 km², de la cual 10.33 km² corresponden a tierra firme y (0.32%) 0.03 km² es agua.

## Demografía
Según el censo de 2010, había 1284 personas residiendo en el distrito electoral de 24. La densidad de población era de 123,88 hab./km². De los 1284 habitantes, el distrito electoral de 24 estaba compuesto por el 95.4% blancos, el 0.47% eran afroamericanos, el 0.16% eran amerindios, el 0.93% eran asiáticos, el 0% eran isleños del Pacífico, el 1.71% eran de otras razas y el 1.32% pertenecían a dos o más razas. Del total de la población el 4.28% eran hispanos o latinos de cualquier raza.